# 普拉尔博伊诺
普拉尔博伊诺（義大利語：Pralboino），是意大利布雷西亚省的一个市镇。总面积17平方公里，人口2921人，人口密度171.8人/平方公里（2009年）。国家统计（ISTAT）代码为017152。